# Boštjan Hladnik
Boštjan Hladnik (ur. 30 stycznia 1929 w Kranju, zm. 30 maja 2006 w Lublanie) – słoweński reżyser i scenarzysta filmowy. Jeden ze znaczących twórców kina jugosłowiańskiego, uznawany za pioniera tamtejszej nowej fali.

## Życiorys
Urodził się w Kranju, ale już w 1935 roku jego rodzina przeniosła się do Lublany. To właśnie tam rozwinęła się jego pasja do kina. W wieku 18 lat zakupił od właścicielki lublańskiego kina Matica, Pavli Jesih, 35-milimetrowy projektor i założył kino w swoim domu. Wkrótce potem dokupił 8-milimetrową kamerę i odbył kurs dla filmowców-amatorów. Od 1947 roku tworzył filmy amatorskie.
Studiował filmoznawstwo w Lublanie, po czym kontynuował studia na uczelni IDHEC w Paryżu (1957-1960). Jako asystent reżysera pracował na planie filmów Claude'a Chabrola (Kuzyni, 1959; Kobietki, 1960), Phlippe'a de Broki i Roberta Siodmaka.
Jego fabularny debiut, Taniec w deszczu (1961), zrealizowany został po powrocie z Francji do Jugosławii. Obraz, w którym nietrudno odszukać wpływ francuskiej nowej fali i egzystencjalizmu, wprowadził kino jugosłowiańskie na światowe salony. Po latach został uznany za najlepszy słoweński film wszechczasów. Również kolejny film Hladnika, Zamek z piasku (1962), nakręcony został w stylu nowofalowym.
W dalszej twórczości reżysera, obejmującej takie tytuły, jak Erotikon - Karuzela namiętności (1963), Słoneczny krzyk (1968) czy Maskarada (1971), Hladnik kontynuował eksperymentowanie z formą filmową, nie stroniąc przy tym od obyczajowo odważnych scen erotycznych, z których słyną jego dzieła. Często miał z tego powodu problemy z cenzurą.